# Knooppunt Grünewald
Het knooppunt Grünewald (Jonction Grünewald) is een knooppunt bij Luxemburg (stad). Het knooppunt is uitgevoerd als een trompetknooppunt en is verweven met de afrit richting Kirchberg (Avenue J.F. Kennedy).

## Richtingen Knooppunt
| Aansluitende wegen                      | Aansluitende wegen               | Aansluitende wegen                               | Aansluitende wegen | Aansluitende wegen |
| --------------------------------------- | -------------------------------- | ------------------------------------------------ | ------------------ | ------------------ |
|                                         |                                  | A7 richting Echternach/Ettelbruck                |                    |                    |
|                                         |                                  |                                                  |                    |                    |
| 51 richting Luxemburg-Plateau Kirchberg | A1 richting Grevenmacher / Trier |                                                  |                    |                    |
|                                         |                                  |                                                  |                    |                    |
|                                         |                                  | A1 richting Luxemburg-Centrum / Aarlen / Brussel |                    |                    |